# キャスリン・C・ソーントン
キャスリン・C・ソーントン（Kathryn Ryan Cordell Thornton、1952年8月17日-）は、アラバマ州モンゴメリー出身のアメリカ合衆国の科学者、アメリカ航空宇宙局の宇宙飛行士である。現在はバージニア大学の工学応用科学部の副学部長を務めている。

## 家族
ソーントンはテネシー州オークリッジ出身のステファン・T・ソーントン博士と結婚している。ケネスとマイケルという2人の義理の息子、キャロル、ローラ、スーザンという3人の娘がいる。父のウィリアム・C・コーデルと母のエリザベス・コーデルは離婚している。夫の母ヘレン・リー・ガードナーと夫の父バートン・ブラウン・ソーントンも離婚している。趣味はスキューバダイビングとスキーである。

## 教育
ソーントンは1970年にモンゴメリーのシドニー・ライナー高校を卒業した。1974年にはオーバーン大学で物理学の学士号、1977年にはバージニア大学で物理学の修士号、1979年にはバージニア大学で物理学の博士号を取得した。

## 経歴
1979年に博士号を取得すると、北大西洋条約機構のフェローシップを受け、ハイデルベルクのマックス・プランク核物理学研究所で研究を続けた。1980年にバージニア州シャーロッツビルに帰国し、そこのアメリカ陸軍海外科学技術センターに就職した。

## NASAでのキャリア
1984年5月にNASAにより宇宙飛行士の候補に選ばれ、1985年7月に宇宙飛行士となって、飛行ソフトウェアの検査等に携わった。1989年のSTS-33、1992年のSTS-49、1993年のSTS-61、1995年のSTS-73と4度の宇宙飛行を経験し、21時間の宇宙遊泳を含む975時間を宇宙で過ごした。これは第14次長期滞在でスニータ・ウィリアムズに抜かれるまで、女性としての宇宙遊泳の最多時間の記録であった。
彼女は1996年8月1日にNASAを退職し、バージニア大学の教員となった。